# Campeonato Mundial de Patinação Artística no Gelo de 1905
O Campeonato Mundial de Patinação Artística no Gelo de 1905 foi a décima edição do Campeonato Mundial de Patinação Artística no Gelo, um evento anual de patinação artística no gelo organizado pela União Internacional de Patinação (em inglês:  International Skating Union) onde os patinadores artísticos competem pelo título de campeão mundial. A competição foi disputada entre os dias 5 de fevereiro e 6 de fevereiro na cidade de Estocolmo, Suécia.

## Eventos
- Individual masculino

## Medalhistas
| Evento                        | Ouro                    | Prata                  | Bronze              |
| Individual masculino detalhes | Ulrich Salchow · Suécia | Max Bohatsch · Áustria | Per Thorén · Suécia |

## Resultados

### Individual masculino
| Pos.              | Nome              | Nacionalidade | Pontos |
| ----------------- | ----------------- | ------------- | ------ |
| Medalha de ouro   | Ulrich Salchow    | Suécia        | 8      |
| Medalha de prata  | Max Bohatsch      | Áustria       | 14     |
| Medalha de bronze | Per Thorén        | Suécia        | 21     |
| 4                 | Richard Johansson | Suécia        | 28     |
| 5                 | Martin Gordan     | Alemanha      | 34     |

## Quadro de medalhas
| Ordem | País    | Medalha de ouro | Medalha de prata | Medalha de bronze |   | Ordem por total |
| ----- | ------- | --------------- | ---------------- | ----------------- | - | --------------- |
| 1     | Suécia  | 1               |                  | 1                 | 2 | 1               |
| 2     | Áustria |                 | 1                |                   | 1 | 2               |
| TOTAL | TOTAL   | 1               | 1                | 1                 | 3 | —               |